# Murexsul mariae
Murexsul mariae là một loài ốc biển cỡ trung bình, là một động vật thân mềm chân bụng săn mồi sống ở biển thuộc họ Muricidae, họ ốc gai.

## Phân bố
Loài này có ở ven bờ biển đảo North, New Zealand.